# Yüz Yıllık Mucize
Yüz Yıllık Mucize è un serial televisivo drammatico turco composto da 13 puntate, trasmesso su Star TV dal 23 marzo al 15 giugno 2023, con protagonisti Birkan Sokullu ed Ebru Şahin.

## Trama
Durante la guerra a Sakarya, la morte colse il colonnello Ali Tahir. All'improvviso, durante il funerale, l'uomo riprende conoscenza. Molte persone care erano già pronte a lasciarlo andare, ma un miracolo inaspettato ha riportato in vita Ali. Durante i suoi anni di vita Ali è già riuscito a conoscere gli alti e bassi della vita. L'unica persona che conosce il segreto di Ali è Turgut, che conosce fin dall'infanzia. Intanto, l'avvocatessa Harika decide di scrivere il suo primo romanzo, basato sulla vita di Ali. Tuttavia, prima del loro incontro, la donna incontra un uomo di nome Kemal, che afferma di essere presente nel romanzo.

## Puntate
| Stagione       | Puntate | Prima TV Turchia | Prima TV Italia |
| -------------- | ------- | ---------------- | --------------- |
| Prima stagione | 13      | 2023             | inedita         |

## Personaggi e interpreti
- Ali Tahir / Eşref / Kemal (episodi 1-13), interpretato da Birkan Sokullu.
- Harika (episodi 1-13), interpretata da Ebru Şahin.
- Süreyya (episodi 1-13), interpretata da Zerrin Tekindor.
- Müzeyyen (episodi 1-13), interpretata da Hümeyra.
- Turgut (episodi 1-13), interpretato da Necip Memili.
- Sacide (episodi 1-13), interpretata da Ayşegül Cengiz.
- Aysel (episodi 1-13), interpretata da Gözde Seda Altuner.
- Cem (episodi 1-13), interpretato da Yalçın Hafızoğlu.
- Zeren (episodi 1-13), interpretata da Merve Nur Bengi.
- Miray (episodi 1-13), interpretata da Ecem Çalhan.
- Seray (episodi 1-13), interpretata da Zehra Kelleci.
- Süreyya da giovane (episodi 1-13), interpretata da Cemre Gümeli.
- Müjde (episodi 2-13), interpretata da Laçin Ceylan.
- Canan (episodi 4-13), interpretata da Burcu Cavrar.
- Müzeyyen da giovane (episodio 2), interpretata da Nazlı Tosunoğlu.

## Produzione
La serie è diretta da Hilal Saral, scritta da Onur Güvenatam e prodotto da OGM Pictures.

### Riprese
Le riprese sono state effettuate in alcune località in provincia di Muğla come Göcek e Dalaman.

## Colonna sonora
Le venti musiche della serie sono state realizzate da Alp Yenier.
1. Moonlight Sonata
2. Pencere açıldı Bilal oğlan – Safiye Ayla
3. Vardar ovası – Müzeyyen Senar
4. Can't Help Falling in Love – Elvis Presley
5. Anlamazdın – Ayla Dikmen
6. Let It Be – The Beatles
7. Sevince – Erkin Koray
8. Elbet birgün buluşacağız – Zeki Müren
9. Sessiz gemi – Hümeyra
10. Çok yorgunum – Cem Karaca
11. I Want to Break Free – Queen
12. Masum değiliz – Sezen Aksu
13. Nothing Else Matters – Metallica
14. O'na sor – Tarkan
15. I Wanna Be Yours – Arctic Monkeys
16. Cry Me a River – Justin Timberlake
17. Viva la vida – Coldplay
18. Neyim var ki – Ceza feat. Sagopa Kajmer
19. Territory – The Blaze
20. Aşkın olayım – Simge

## Promozione
L'esordio della serie, previsto per il 23 marzo 2023, è stato annunciato il 14 marzo tramite i profili social della serie, di Star TV e della società di produzione OGM Pictures. I primi promo sono stati rilasciati a inizio marzo 2023.